# オレゴン電気鉄道博物館

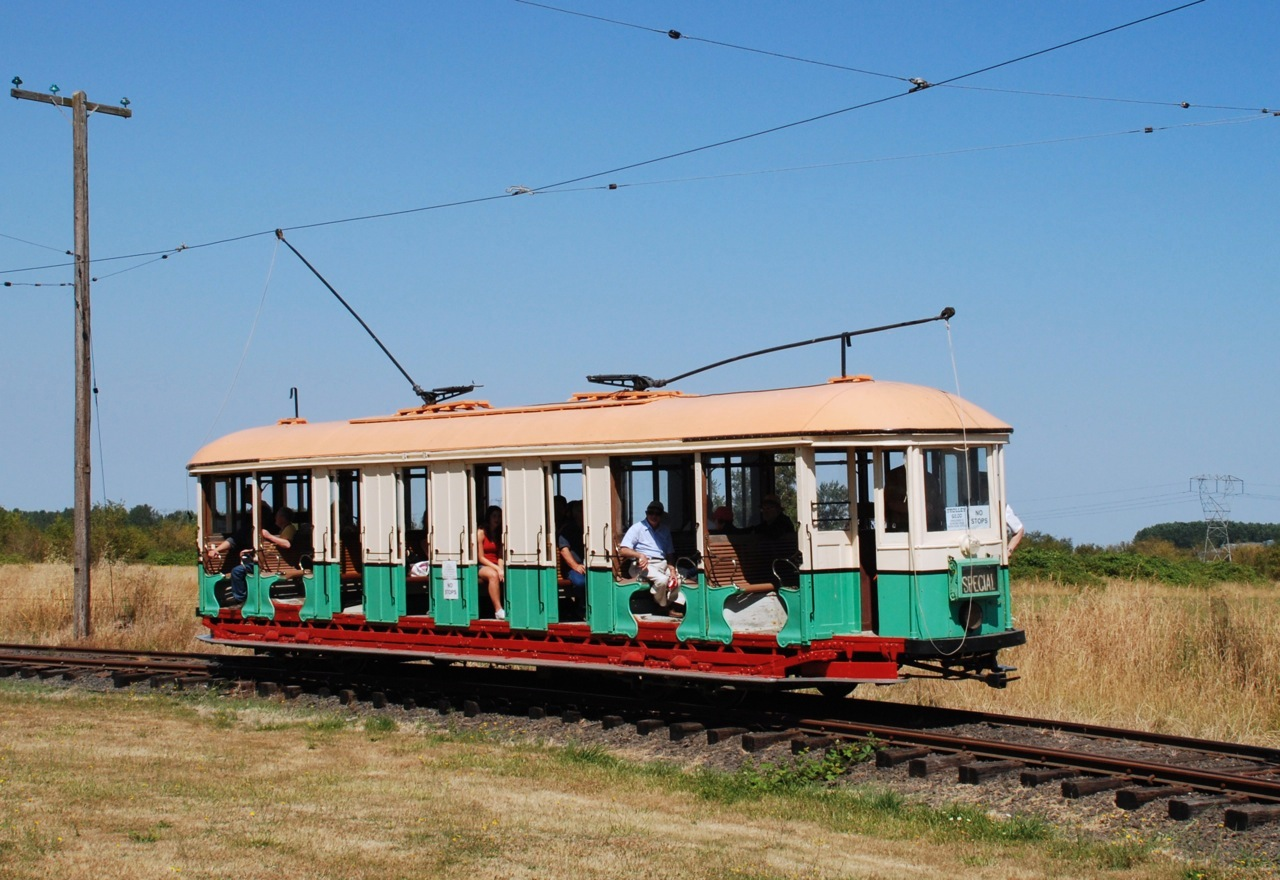
1912年製の1187号車による動態保存運転（2010年撮影）

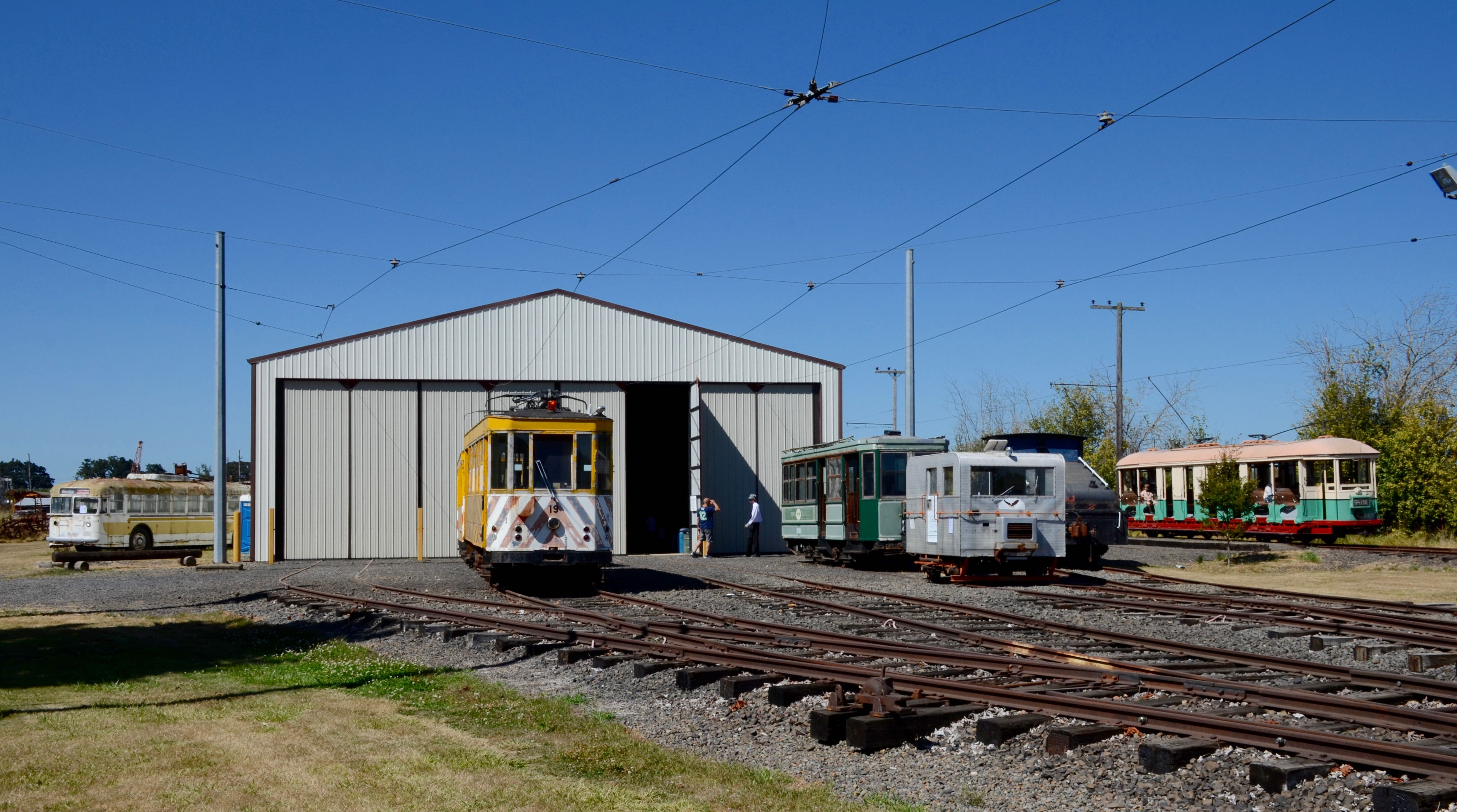
収蔵庫（正面）。左手にトロリーバスの保存車が見える

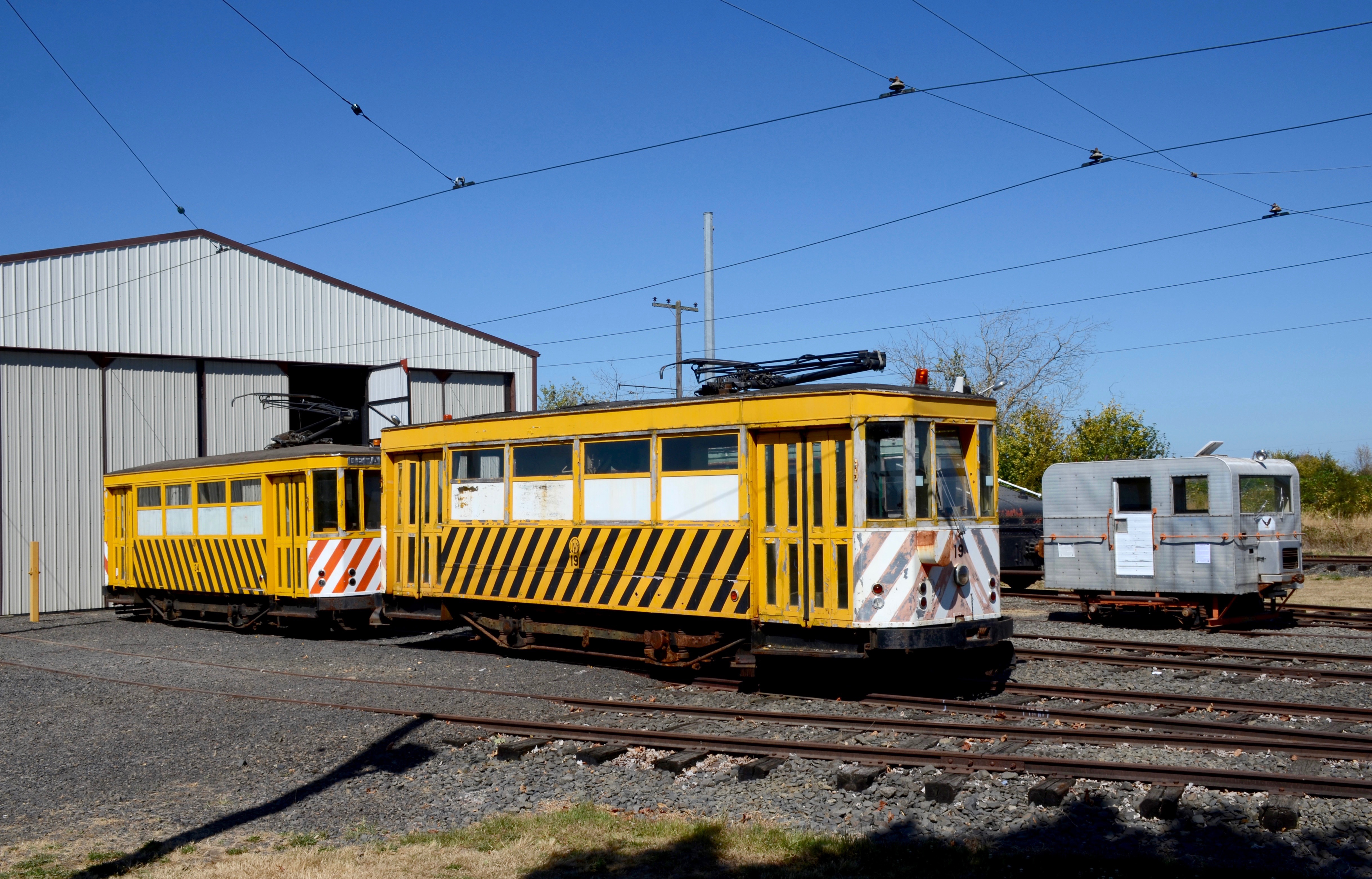
事業用路面電車の保存車

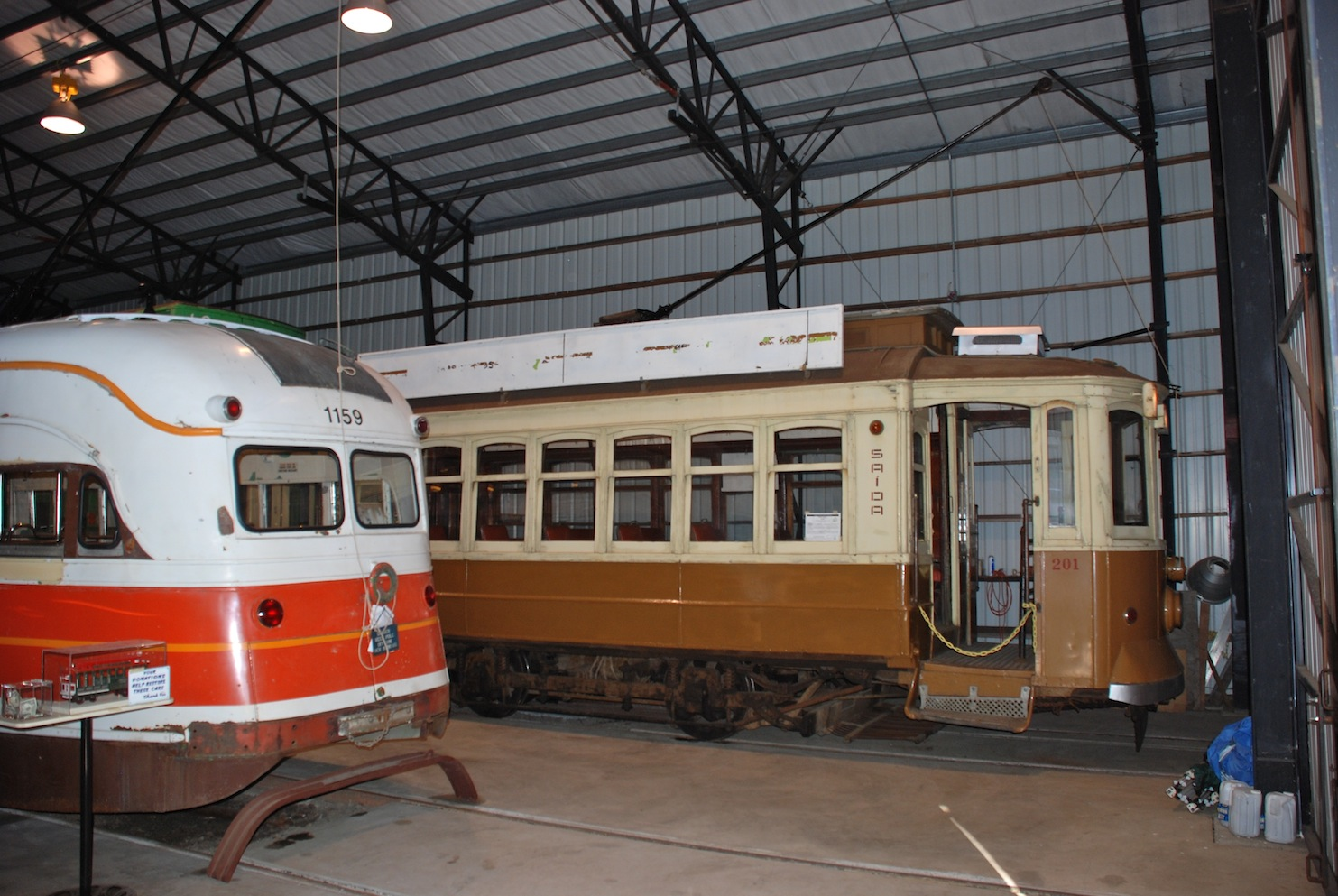
収蔵庫内。左側はPCCカー、右手奥はポルトの路面電車

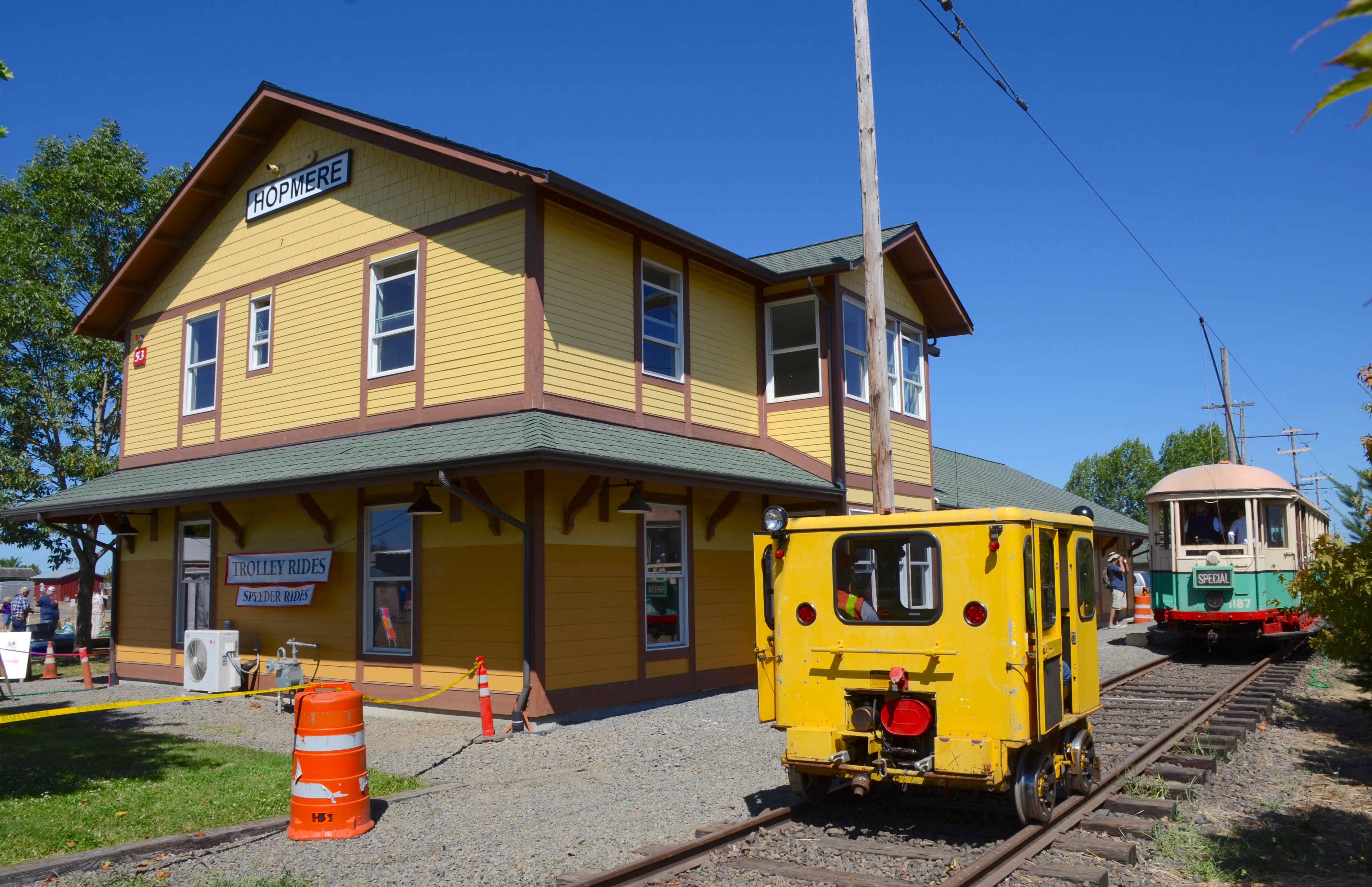
保存駅舎

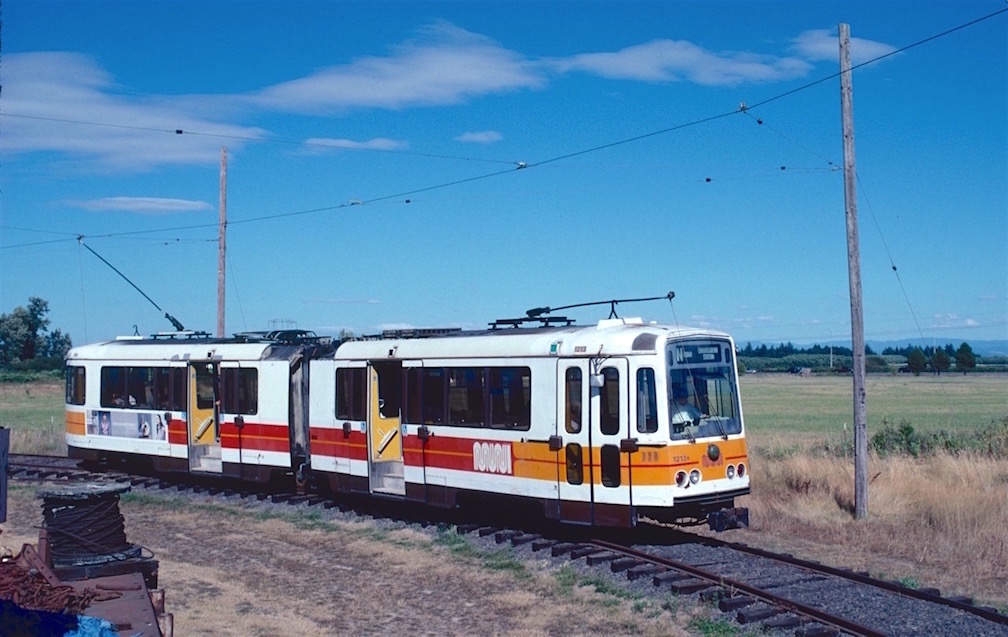
ボーイング・バートル社が製造した軽快路面電車（USSLRV）の保存車

オレゴン電気鉄道博物館（Oregon Electric Railway Museum、オレゴン・エレクトリック・レールウェイ・ミュージアム）はアメリカの太平洋岸北西部で最大の路面電車の博物館である。電車の動態保存運転を行っている。オレゴン州ブルックスに位置し、オレゴン電気鉄道歴史協会(OERHS)が運営を行っており、パワーランド歴史（遺産）公園（旧：アンティーク・パワーランド）の一部となっている。

## 歴史
当初この博物館はポートランドの西40マイルに位置するグレンウッドにおいて1959年に開館した。1963年より動態保存運転を始め、1966年に定期的な運行を開始した。
この博物館は「トロリーパーク」(Trolley Park/the Trolley Park)という名前であったが、正式な名称は当時から現在と同じであった。
このグレンウッドの博物館はかつて蒸気機関車で運営されていた森林鉄道の敷地を利用して作られ、オレゴン電気鉄道歴史協会はコンソリデーティド・ティンバー社の旧製材所の建物を4線の電車庫に転用した。この博物館の敷地面積は26エーカー (11 ha)で、動態保存用の路線延長は1.7-マイル (2.7 km)であった。 
グレンウッドでの博物館営業は1995年の秋まで続けられた。

## 現況
現在のブルックスの博物館は1996年に開館した。この現在の博物館は約1マイルの架線集電式の保存運転線を有しているほか、世界各国の路面電車を収める4線の電車庫がある。
博物館の開館期間は毎年5月から10月までで、路面電車の運転は土曜日に限られる。1年間で最大のビッグイベントは毎年7月末および8月最初の週末の計4日間に行われる「スチーム・アップ」(Steam-Up)で、何千人もの乗客が動態保存の路面電車に乗車する。